# Jojo Rabbit
Jojo Rabbit este un film american de comedie-dramă din anul 2019 scris și regizat de Taika Waititi, bazat pe cartea Skies a lui Christine Leunens Caging. Roman Griffin Davis înfățișează personajul ce dă titlul, Johannes „Jojo” Betzler, un membru al Deutsches Jungvolk, care află că mama sa (Scarlett Johansson) ascunde o copilă evreică (Thomasin McKenzie) în mansarda lor. El trebuie apoi să pună la îndoială credințele sale, în timp ce se confruntă cu prietenul său imaginar, o versiune fantezistă a lui Adolf Hitler (Waititi). În film joacă, de asemenea, Rebel Wilson, Stephen Merchant, Alfie Allen și Sam Rockwell. 
Filmul a avut premiera mondială la cea de-a 44-a ediție a Festivalului Internațional de Film de la Toronto, pe 8 septembrie 2019, unde a câștigat marele premiu (Grolsch People's Choice Award). Jojo Rabbit a fost lansat în Statele Unite pe 18 octombrie 2019, iar în Noua Zeelandă, la 24 octombrie 2019. Acesta a avut în mare parte evaluări pozitive - mai ales pentru arta scenică, stil vizual, umor, mesaj optimist, partitură muzicală și valoarea producției - dar și unele critici pentru portretizarea comică a naziștilor.
Jojo Rabbit a fost ales de National Board of Review Awards 2019 și Institutul American de Film ca unul dintre cele mai bune zece filme ale anului. La Gala premiilor Oscar, filmul a primit șase nominalizări, inclusiv pentru cea mai bună imagine, cea mai bună actriță în rol secundar și cel mai bun scenariu adaptat. La cea de-a 77-a ediție a Premiilor Globul de Aur, filmul a fost nominalizat la cel mai bun film de film - Comedie muzicală și cel mai bun actor - Musical sau Comedie. 

## Distribuție
- Roman Griffin Davis - Johannes „Jojo” Betzler, un tânăr german care este membru al „Deutsches Jungvolk”
- Thomasin McKenzie - Elsa Korr, o fată evreică pe care Rosie o ascunde în casa ei
- Scarlett Johansson - Rosie Betzler, mama lui Jojo care este în secret anti-nazistă
- Taika Waititi - Adolf, prietenul imaginar al lui Jojo
- Sam Rockwell - Căpitanul Klenzendorf, un ofițer de armată care conduce o tabără „Jungvolk”
- Rebel Wilson - Fräulein Rahm, un instructor al Ligii Fetelor Germane în tabăra Jungvolk
- Alfie Allen - Freddy Finkel, al doilea comandant al căpitanului Klenzendorf
- Stephen Merchant - Herman Deertz, agent Gestapo
- Archie Yates - Yorki, cel mai bun prieten al lui Jojo și membru al „Jungvolk”